# Entosthodon serricola
Entosthodon serricola là một loài Rêu trong họ Funariaceae. Loài này được (Müll. Hal.) Paris mô tả khoa học đầu tiên năm 1904.